# Norodomové
Norodomové (khmersky: រាជវង្សនរោត្តម, UNGEGN: Réachôvôngs Nôroŭttâm, ALA-LC: Rājavangs Narottam [riəceaʔʋɔŋ nɔroːɗɑm]; dosl. 'Norodomská dynastie') jsou kambodžský vládnoucí královský rod. Jeho členové jsou přímými potomky krále Norodoma (1860–1904), syna „velkého krále“, Ang Duonga. Současnou hlavou rodu Norodomů je současný kambodžský král Norodom Sihamoni. Norodomové jsou jedním ze dvou královských rodů v Kambodži. Ten druhý, rod Sisowathů, je pojmenován po dalším synovi Ang Duonga, Sisowathovi. Čtyři členové rodu působili jako kambodžští králové a tři jako premiéři v čele s Kambodžskou lidovou stranou, která vládne Kambodži jako autoritářská jedna strana poté, co během volební kampaně v roce 2018 získala všech 125 křesel ve městech, obcích a provinciích po celé zemi.

## Členové
- Norodom (1834–1904)
- Norodom Sutharot (1872–1945)
- Norodom Phangangam (1874–1944)
- Norodom Kanviman Norleak Tevi (1876–1912)
- Norodom Suramarit (1896–1960)
- Sisowath Kossamak (sňatkem; 1904–1975)
- Norodom Kantol (1920–1976)
- Norodom Sihanuk (1922–2012)
- Norodom Monineath Sihanuk (sňatkem; * 1936)
- Norodom Montana (1902–1975)
- Norodom Buppha Devi (1943–2019)
- Norodom Yuvaneath (1943–2021)
- Norodom Ranariddh (1944–2021)
- Norodom Chakrapong (* 1945)
- Norodom Vichara (1946–2013)
- Norodom Marie Ranariddh (sňatkem; * 1948)
- Norodom Kuntha Bopha (1948–1952)
- Norodom Sirivudh (* 1951)[2]
- Norodom Sihamoni (* 1953)[3]
- Norodom Narindrapong (1954–2003)
- Norodom Arunrasmy (* 1955)
- Norodom Soma (* 1969)
- Norodom Rattana Devi (* 1974)
- Norodom Jenna (* 2012)

## Seznam norodomských panovníků
| Portrét       | Jméno                                     | Vláda          | Vláda           | Vláda            |
| Portrét       | Jméno                                     | Od             | Do              | Trvání           |
| ------------- | ----------------------------------------- | -------------- | --------------- | ---------------- |
|               | Norodom នរោត្តម (1834–1904)                 | 19. října 1860 | 24. dubna 1904  | 43 let a 188 dní |
|               | Norodom Sihanuk នរោត្តម សីហនុ (1922–2012)     | 24. dubna 1941 | 2. března 1955  | 13 let a 312 dní |
| 24. září 1993 | Norodom Sihanuk នរោត្តម សីហនុ (1922–2012)     | 7. října 2004  | 11 let a 13 dní |                  |
|               | Norodom Suramarit នរោត្តម សុរាម្រិត (1896–1960) | 3. března 1955 | 3. dubna 1960   | 5 let a 31 dní   |
|               | Norodom Sihamoni នរោត្តម សីហមុនី (* 1953)      | 14. října 2004 |                 | 20 let a 241 dní |

## Seznam norodomských královen
| Portrét | Jméno                                             | Vláda         | Vláda         | Vláda           |
| Portrét | Jméno                                             | Od            | Do            | Trvání          |
| ------- | ------------------------------------------------- | ------------- | ------------- | --------------- |
|         | Norodom Monineath Sihanuk នរោត្តម មុនិនាថ សីហនុ (* 1936) | 24. září 1993 | 7. října 2004 | 11 let a 13 dní |

## Seznam norodomských premiérů
| Portrét            | Portrét          | Jméno                                     | V úřadu          | V úřadu        | V úřadu         | Strana    |
| Portrét            | Portrét          | Jméno                                     | Od               | Do             | Trvání          | Strana    |
| ------------------ | ---------------- | ----------------------------------------- | ---------------- | -------------- | --------------- | --------- |
|                    |                  | Norodom Sihanuk នរោត្តម សីហនុ (1922–2012)     | 18. března 1945  | 13. srpna 1945 | 0 let a 148 dní | Nezávislý |
| 28. dubna 1950     | 30. května 1950  | Norodom Sihanuk នរោត្តម សីហនុ (1922–2012)     | 0 let a 32 dní   |                |                 | Nezávislý |
| 16. června 1952    | 24. ledna 1953   | Norodom Sihanuk នរោត្តម សីហនុ (1922–2012)     | 0 let a 222 dní  |                |                 | Nezávislý |
| 7. dubna 1954      | 18. dubna 1954   | Norodom Sihanuk នរោត្តម សីហនុ (1922–2012)     | 0 let a 11 dní   |                |                 | Nezávislý |
|                    | 3. října 1955    | Norodom Sihanuk នរោត្តម សីហនុ (1922–2012)     | 5. ledna 1956    | 0 let a 94 dní | Sangkum         |           |
| 1. března 1956     | 24. března 1956  | Norodom Sihanuk នរោត្តម សីហនុ (1922–2012)     | 0 let a 23 dní   |                | Sangkum         |           |
| 15. září 1956      | 15. října 1956   | Norodom Sihanuk នរោត្តម សីហនុ (1922–2012)     | 0 let a 30 dní   |                | Sangkum         |           |
| 9. dubna 1957      | 7. července 1957 | Norodom Sihanuk នរោត្តម សីហនុ (1922–2012)     | 0 let a 89 dní   |                | Sangkum         |           |
| 10. července 1958  | 19. dubna 1960   | Norodom Sihanuk នរោត្តម សីហនុ (1922–2012)     | 1 rok a 284 dní  |                | Sangkum         |           |
| 17. listopadu 1961 | 13. února 1962   | Norodom Sihanuk នរោត្តម សីហនុ (1922–2012)     | 0 let a 88 dní   |                | Sangkum         |           |
|                    |                  | Norodom Kantol នរោត្តម កន្តុល (1920–1976)     | 6. října 1962    | 25. října 1966 | 4 roky a 19 dní | Sangkum   |
|                    |                  | Norodom Ranariddh នរោត្តម រណឫទ្ធិ (1944–2021) | 2. července 1993 | 6. srpna 1997  | 4 roky a 35 dní | FUNCINPEC |